# Maria Fisker
Maria Fisker Stokholm född 3 oktober 1990 i Hadsten, Danmark är en dansk handbollsspelare. Hon spelar som vänstersexa.

## Karriär
Maria Fisker började med att spela handboll i Vissing-Hadsten HK. 2005 signerade hon ett kontrakt för Randers HK, men redan nästa säsong spelade hon för Viborg HK. Fisker fick  debutera för Viborg 25 dagar innan hon fyllde 17 år, och hon blev då den tredje yngsta debutanten någonsin i damligan  I januari 2015 råkade hon ut för en allvarlig hjärnskakning och spelade sedan inte på hela vårsäsongen. Det var en dålig uppladdning för att sedan spela i CSM Bucaresti 2015-2016. Efter en säsong återvände Maria Fisker till Danmark och HK Randers. Första säsongen gick bra men sedan i februari 2018 drabbades Maria Fisker av en korsbandsskada och i november 2018 blev det bekräftat att hon var gravid, Hon hade innan dess förlängt sitt kontrakt med Randers HK till 2021. Kontraktet bröts i förtid och Fisker återvände till Viborgs Hk 2019.

### Landslagskarriär[6]
Maria Fisker spelade 15 matcher i U-18 landslaget och gjorde 83 mål och sedan 38 landskamper i U-20 med 159 mål. Landslagsdebut den 24 september 2010 mot Turkiet i en match Danmark förlorade med 16-31, en katastrof. Hon var med i bruttotruppen till hemma EM 2010 men kom inte med i 16 mannatruppen. Har sedan spelat 100 landskamper och gjort 249 mål för Danmark. Spelade i VM 2011, VM 2013, EM 2014, VM 2015, EM 2016 och senast i VM 2017. Hennes sista mästerskapsmatch med landslaget var kvartsfinalen mot Sverige i VM 2017 då Danmark förlorade med 23-26. Hon spelade sedan 2020 och 2021 fyra landskamper till och nådde upp till 100 landskamper. 

## Individuella utmärkelser
- All Star Team Vänstersexa vid VM 2013
- All-Star Team Vänstersexa vid EM 2014

### Fotnoter
1. ↑  ”Maria et talent ud over det saedvanlige”. https://stiften.dk/favrskov/Maria-et-talent-ud-over-det-saedvanlige/artikel/51842. Läst 27 mars 2019.
2. ↑  ”Randers HK henter Maria Fisker hjem”. Arkiverad från originalet den 27 mars 2019. https://web.archive.org/web/20190327211631/https://www.tv2ostjylland.dk/artikel/randers-hk-henter-maria-fisker-hjem. Läst 27 mars 2019.
3. ↑  ”Maria Fisker Stokholm i lykkelige omstängigheter”. Arkiverad från originalet den 27 mars 2019. https://web.archive.org/web/20190327211631/https://randershk.dk/maria_fisker_stokholm_i_lykkelige_omstaendigheder/. Läst 27 mars 2019.
4. ↑  ”Maria Fisker vender tilbage til Viborg HK”. Viborg HK. 7 augusti 2019. https://vhk.dk/nyheder/8270-maria-fisker-vender-tilbage-til-viborg-hk. Läst 30 oktober 2020.
5. ↑  ”DHDb / Mari Fisker”. http://dhdb.hyldgaard-jensen.dk/spiller.php?id=1007. Läst 27 mars 2019.
6. ↑  ”Haslund info / Maria Fiskar”. http://www.haslund.info/haandbold/20_dame/20_spillere/fismar.asp. Läst 27 mars 2019.